# 吉川愛
吉川愛（日语：／ Yoshikawa Ai，1999年10月28日—），舊藝名吉田里琴，是出生於日本東京都葛飾區的女演員、前兒童演員。曾参与多部影视剧演出，童星時代隶属于Moon The Child事务所。

## 經歷
2007年吉川參演《死神的歌谣》，开始在童星中崭露头角，之后參演《还记得那片天》、《Oh! My Girl!!》、《我的帅管家》及《钢之女》等而备受关注。2016年4月1日，因專心學業宣布退出演藝圈。於2017年4月1日加盟知名事務所研音，並更改藝名「吉川愛」重新出發。

## 演出作品

### 電視劇
- 2006
  - 对岸的她（WOWOW） - 飾演 
  - 未婚六姊妹（TBS電視台） - 飾演 壽美海
- 2007
  - 死神的歌謡（東京電視台） - 主演 
  - 新娘與爸爸（富士電視台） - 飾演 宇崎愛子（童年）
  - 貧窮貴公子（TBS） - 飾演 山田五子
  - （TBS電視台） - 飾演 
  - 小螢的青春（日本電視台） - 飾演 雨宮螢（童年）
- 2008
  - 未婚六姊妹2（TBS電視台） - 飾演 壽美海
  - 料理仙姬（日本電視台）第5集 - 飾演 
  - （TBS電視台） - 飾演 田中七海（童年）
  - 我姊是惡魔（日本電視台） - 飾演 中田槙子（童年）
  - Oh!My Girl!!（日本電視台） - 主演 櫻井杏
- 2009
  - 小咩的管家（富士電視台） - 飾演 麻麻原美琉久
  - 神兒游助令人振奋的恋爱（日语：神児游助のげんきのでる恋）（BeeTV）第4集 - 飾演 里子
  - 水户黄门（TBS電視台）第40部 第10集 - 飾演 一个心灵受到创伤，忘记了语言的可怜女孩
  - 妇产科的女人们（日语：ギネ産婦人科の女たち）（日本电视台）- 飾演 德本优美
  - 坂上之雲（NHK）（第一部的第一集） - 飾演 正岡律（童年）
- 2010
  - 钢之女（日语：ハガネの女#テレビドラマ）（朝日电视台）- 飾演 菊田真理衣
  - 灵能力者 小田雾响子的谎言 第二話（朝日电视台）- 飾演 菊田沙代
  - 完美報道（日语：パーフェクト・リポート）（富士电视台）-飾演
- 2011
  - 钢之女2（朝日电视台）- 飾演 菊田真理衣
  - 水户黄门（TBS電視台）第43部 第7集 - 飾演 
  - 京都地檢之女（日语：京都地検の女）（朝日电视台）第7集 - 飾演 岡崎葵
- 2012
  - 命运之人 冲绳篇（TBS電視台） - 飾演 一名被美军施暴心灵受创的少女
  - 家族之歌 (CX) 第4集 - 飾演 樱木阳菜
  - LEGAL HIGH（富士电视台）第8集 - 飾演 
  - 美麗的天雨（富士电视台）- 饰演 松山菜子
  - Resident～实习医生五人组（日语：レジデント～5人の研修医）（TBS電視台）第3集 - 饰演
- 2013
  - 夜行观览车（TBS電視台）- 飾演 村田志保
  - 夺命捉迷藏THEORIGIN（TVK・CTC・TVS）第2集 - 饰演 佐藤恭子
  - 潜入侦探蜥蜴（TBS電視台）第2集  - 飾演 志田花音
  - 家庭教师解出～杀人方程式的推理练习～（日语：家庭教師が解く～殺人方程式の推理ドリル～）（TBS電視台）- 饰演 松尾絵里
  - 小海女（NHK）第73集 - 飾演 高幡亞理紗
  - 海上诊疗所（富士电视台）第8集 - 飾演 白井美和
- 2014
  - 花开明日（NHK BS Premium）- 飾演 花咲朝（中学時代）
  - 三个欧吉桑〜正义的伙伴，谒见!!〜（东京电视台）第4集 - 飾演  新垣美和
  - 福家警部补的问候（富士电视台） 第10集 - 飾演 菅村比奈
  - 東京特許許可局（NHK教育台）第1集 - 飾演 佐佐山綾子
  - White Lab～警視廳特別科學搜查班～（TBS電視台）第4話 - 飾演 
  - 魔法★男子チェリーズ（東京電視台）- 飾演 
  - Last Doctor ～監察醫秋田的驗屍報告～（日语：ラスト・ドクター〜監察医アキタの検死報告〜）
  - 同學會後愛上你（TBS電視台） - 飾演 石井明日（中學時期）
- 2015
  - 美丽陷阱〜残花缭乱〜（TBS電視台）- 饰演 柏木美羽
  - Transit Girls（富士电视台）- 饰演 門脇未來
- 2018
  - 相棒season16（2月7日，朝日電視台）第15集 - 飾演 矢部唯香
  - 岌岌可危的飯店!（4月22日，日本電視台）第2集 - 飾演 但馬茜
  - Signal 長期未解決事件搜查班（5月8日・15日，富士電視台） 第5・6集 - 飾演 工藤和美
  - 家政夫三田園（5月11日，朝日電視台）第4集 - 飾演 山脇由香里
  - 月曜名作劇場 新･淺見光彦系列「平家傳說殺人事件」（日语：浅見光彦シリーズ_(TBSのテレビドラマ)）（5月21日，TBS）- 飾演 稻田佐和
- 2019
  - 初戀那一天所讀的故事（1月15日－3月19日，TBS）- 飾演 江藤美香[2]
  - 女王偵訊室第3季（4月11日、6月13日、20日，朝日電視台）第1集、第9集、第10集 - 飾演 北山未亞[3]
  - 預告殺人（日语：予告殺人）（4月14日，朝日電視台）- 飾演 桃畑雉香
  - 破案神手（5月3日，TBS） 第4集 - 飾演 源田惠奈[4]
  - Voice 110緊急指令室（7月13日、20日，日本電視台） 第1、2集 - 飾演 荻原夏美[5]
  - 夏洛克：未敘之章（11月11日，富士電視台）第6集 - 飾演 高遠綾香[6]
  - NHK大河劇 韋駄天～東京奧運故事～（12月1日－12月15日，NHK）第45集開始 - 飾演 田畑醇子
- 2020
  - 繼母與女兒的藍調 2020年謹賀新年特別篇（1月2日，TBS）- 飾演 櫻向日葵[7]
  - 戀愛可以持續到天長地久（1月14日－3月17日，TBS）- 飾演 酒井結華[8]
  - 世界奇妙物語 20秋之特別篇「更新家族（アップデート家族）」（11月14日，富士電視台）- 飾演[9]
- 2021
  - NHK晨間劇 小女侍（1月4日－5月14日，NHK）第21話 - 最終話 - 飾演 宇野真理[10]
  - 就活生日記（1月11日－2月1日，NHK綜合台） - 飾演 川村あかり，主演
  - INFLUENCE（2021年3月20日－4月17日，WOWOW） - 飾演 日野里子
  - Colorful Love～無性別男孩熱戀中。～（4月1日－6月3日，讀賣電視台、日本電視台）- 飾演 町田和子，主演
  - 關於現在這裡發生的危機和我的好感度（2021年4月24日－5月29日，NHK綜合台） - 飾演 ユウナ
  - 古見同學有交流障礙症（9月6日－11月1日，NHK綜合）- 飾演　萬場木留美子
  - X光室的奇蹟～放射科的診斷報告～ 第二季（11月22日，富士電視台）第8集 - 飾演 花倉乃愛
- 2022
  - 擅入寄居者（WOWOW） - 飾演 造花
    - Season1（3月4日 - 4月8日）
    - Season2（4月15日 - 5月20日）

  - 明天，我會成為誰的女友第一季（4月13日－6月29日，MBS、TBS） - 飾演 白井雪，主演
  - 純愛不協和音（7月14日－9月22日，富士電視台）- 飾演 和泉冴
  - 清晨首班列車的殺風景（11月4日・11日・12月9日，WOWOW）第1集・第2集・最終話 - 飾演 真田
- 2023
  - 果然，我還是覺得不妥。（1月6日，朝日電視台） - 飾演 上新井田みどり，主演
  - 忘戀劑（3月30日，NHK綜合台） - 飾演 相川葵，主演
  - Fixer Season1（4月23日－5月21日，WOWOW） - 飾演 沼田由里
  - 明天，我會成為誰的女友 第二季 第2集（5月24日，MBS・TBS） - 飾演 白井雪
  - 真夏的灰姑娘（7月10日－9月18日，富士電視台） - 飾演 瀧川愛梨
- 2024
  - 火星-零的革命-（1月23日－3月19日，朝日電視台） - 飾演 貴城香戀
  - 照亮城市風景的人（4月27日－6月29日，日本電視台） - 飾演 澤本絵里香
  - 如積雪般的永寂（7月7日－9月8日，讀賣電視台・日本電視台） - 飾演 蓮水花音
  - My Diary（10月20日－12月22日，朝日放送電視台・朝日電視台） - 飾演 白石まひる
- 2025
  - PJ航空救難團（4月24日－6月19日，朝日電視台） - 飾演 乃木勇菜

### 網路劇
- 2024
  - 親愛的妖怪女友（3月22日－，PrimeVideo） - 飾演 伊姬 (伊豆之內的干姬公主 / 狐妖)

### 電影
- 花田少年史 幽靈和秘密通道（2006） - 飾演 香取聖子（童年）
- 樱花（2007） - 飾演 にほひ
- 詐欺獵人（2008） - 飾演 桶川桃花
- 记住那片天空（2008） - 飾演 深澤繪里奈
- 甜蜜小天使（2012） - 飾演 加賀美厚子（變身前）
- 室友（ルームメイト）（2013）- 饰演 女主角萩尾春海（少女期）
- 虹色時光（2018）- 飾演 小早川杏奈（女主角）
- 十二個想死的孩子（2019）- 飾演 11號・マイ[11]
- 熱情花招（日语：ホットギミック_(漫画)#映画版）（2019）- 飾演 瑠璃[12]
- 滾動彈珠（転がるビー玉）（2019）- 飾演 愛[13]
- 向上攀吧小寺同學（2020）- 飾演 倉田梨乃[14]
- 青春特調蜂蜜檸檬蘇打（2021）- 飾演 石森羽花
- 極速甩尾 ALIVEHOON（ALIVEHOON アライブフーン）（2022）- 飾演 武藤夏實

### 舞台剧
- 雨と梦のあとに～キャラメルボックス2013サマーツアー～/(雨和梦之后) - 主演 桜井雨

### 廣告
- 日本可口可乐 「爽健美茶」2005.4
- YAMAHA 企CM 2005.6
- 日本麦当劳 「Happy组套」2005.8
- BANDAI 「造型德科生日」2006.4
- 线性技术「企广告」钢铁 2006.12
- 三菱自動車「delicat D:5」2007
- Johnson&Johnson 「kizupawapaddo」2007
- 日本麦当劳 「Happy组套」2007
- 松下電器National 2008
- Emie童装形象代言人2010.5-2012春
- Airin旗下riko rin少女品牌代言人2013.4—至今

### 杂志
- 秋田书店「月刊少年チャンピオン」美少女通信 <07年2月6日発売>
- 近代映画社「memew vol.34 」 <07年2月発売>
- 白夜书房「月刊Audition 4月号」 （07年3/1発売）
- 辰巳出版「ピュア ピュア Vol.41 」<07年3月6日>
- 近代映画社　「Kindai 5月号」(キンダイ)“月刊moonthly 01”(07/3/23発売)
- 白夜书房「月刊Audition 9月号」 （07年8/1発売）
- 扶桑社『月刊 TVnavi』 (テレビナビ) 首都圏版 2007年10月号 (07/8/24発売)
- 辰巳出版「ピュア ピュア Vol.45 」<07年11月7日>
- 近代映画社「memew DX 2008 」 <2007年12月18日発売>
- 近代映画社　「Kindai 04月号」“月刊moonthly 11”　(2008/2/23発売）
- 近代映画社　「Kindai 12月号 」“月刊moonthly 19” (2008/10/23発売)
- 集英社「月刊 Myojo」 (ミョウジョウ) 2009年1月号(2008/11/22発売)
- CM NOW别册 『CM美少女 U-19 Selection 100』（玄光社）2008/12/15発売
- 12/18（木）『できる子は10歳までに作られる』（株式会社アスコム）2008年冬号 吉田里琴封面
- 1/下旬『Girls! トレーディングカード大全』 vol.27 (双叶社)　巻末グラビア“次世代ジュニアアイドル特集”
- 集英社マーガレット　ドラマ「メイちゃんの执事」オフィシャルフォトブック 09年2月27日（金） 発売
- 白夜书房「月刊Audition」オーディション　09年2月28日（土）発売
- 近代映画社　「memew　Vol.42」“手をつなごう”　2月28日（土）発売中
- 集英社マーガレット7月号　ドラマ「メイちゃんの执事」特集ページ　09年3月5日（木）発売
- 3/18（水）『できる子は10歳までに作られる』（株式会社アスコム）2009年春号 吉田里琴封面
- TVドラマ情报满载『YOU』 ハガネの女 大特集 6月1日 発売 4-3班表纸画像
- 近代映画社　「memew　Vol.48」“东京站前俱乐部 第19回”　7月28日
- 「LIFEwork 第10号 100人のライフワーク」 3月9日 全国贩売
- TVドラマ情报满载『YOU』 ハガネの女2 大特集 4月15日 発売 4-3班表纸画像
- 近代映画社　「memew Vol.51」“ナキガオ 第7回”　5月26日
- 近代映画社 「memew presents ナキガオ ver.2」　（5月18日発売）
- 东京ニュース通信社『B.L.T. U-17 Vol.23』（8月6日発売）
- 『月刊Audition』（2012年10月号）(9月1日発売)
- Webマガジン「音事协magazine」（2012年12月号）(11月25日発行)
- 近代映画社 Screen+プラス vol.40
- Confetti 2013年8月号
- myojo 2013年8月号
- 『演剧ぶっく』 2013年8月号
- 『月刊Audition』（2013年9月号）(8月1日発売)
- 『ヤングガンガン』（2014年 1/17号）(1月4日発売)

### 寫真集
- i（2018年2月17日，WANI BOOKS）ISBN 978-4847049965[15]
- off（2019年10月28日，WANI BOOKS）[16]

## 周边商品
- 2009年3月24日第一弹发行
- 2009年5月25日第二弹发行
- 2009年7月17日第三弹发行
- 2009年8月27日第四弹发行
- 2009年9月28日第五弹发行
- 2009年10月28日第六弹发行
- 2009年12月28日第七弹发行
- 2010年3月31日周边商品终止

## 外部連結
- 吉川 愛 （页面存档备份，存于） - 研音官方網站
- 吉川 愛オフィシャルサイト （页面存档备份，存于） - 研音Message（モバイルサイト）
- 吉川愛的Ameba部落格（日語）
- 吉川愛的Instagram帳戶（日語）
- 吉川愛的X（前Twitter）（日語）
- 吉田里琴 - 所屬事務所的檔案資料 （页面存档备份，存于）（日語）